# Pilar Pulgar Fraile
María del Pilar Pulgar Fraile (Moreda, Aller, 15 de octubre de 1930-Madrid, 28 de enero de 2017) fue una política española, primera alcaldesa de la monarquía de Juan Carlos I. Fue alcaldesa de la histórica ciudad de Palos de la Frontera (Huelva) durante 15 años y medio en dos periodos comprendidos entre 1975 y 1983, y entre 1987 y 1995. Durante su mandato como alcaldesa tuvieron lugar la celebración del V Centenario del Descubrimiento de América y la coronación canónica y pontificia de la patrona de la ciudad, la Virgen de los Milagros, de manos del papa San Juan Pablo II. También fue diputada provincial, diputada autonómica por Huelva en el Parlamento de Andalucía y diputada por Huelva en las Cortes Generales de España, desempeñando diversos cargos en ambas cámaras.

## Biografía
Pilar Pulgar nació en Moreda, en el concejo de Aller (Asturias), el 15 de octubre de 1930, hija de Julio Pulgar y María Cruz Fraile. Realizó los estudios básicos en Santander y posteriormente, en Bilbao, estudios de Intendente Mercantil, curso de Doctorado en Ciencias Económicas y también cursos de Administración de Empresas en la Universidad de Stanford (Estados Unidos).
Se casó con José María Tejero García. Residió nueve años en Caracas (Venezuela), donde fue Directora Administrativa del "Cuerpo de Paz" fundado por John F. Kennedy durante 6 años. El 29 de julio de 1967 se produjo un terremoto en Caracas, provocando -entre otros- el derrumbe del edificio donde residía con su marido, por lo cual regresaron a España a los quince días del sismo. En 1968 se trasladan a Palos de la Frontera debido a que contratan a su marido en una de las empresas del Polo Químico de Huelva, mientras ella ejerce de profesora de Ciencias Empresariales en el Colegio Universitario de La Rábida. 

### Alcaldesa de Palos de la Frontera
En noviembre de 1975 fue designada por el gobernador civil de Huelva, Matias Valdecantos García, alcaldesa de Palos de la Frontera. Accedió a ejercer el cargo con la condición de no jurar los Principios del Movimiento, y que el cargo de alcalde fuera separado del de jefe local del movimiento lo cual, después de ser consultado por el gobernador de Huelva, le fue concedido. Tomó posesión del cargo, prometiendo fidelidad a la corona, el 26 de noviembre, cuatro días después de que Juan Carlos I fuera proclamado Rey de España, convirtiéndose en la primera alcaldesa del reinado del nuevo monarca. Sin embargo declinó sentarse en el sillón del alcalde por no haber sido elegida democráticamente; en declaraciones años después dijo al respecto:

Al haber sido nominada y no elegida, me sentía incómoda ocupando el cargo, por lo que nunca me senté en el sillón del alcalde o alcaldesa hasta que en las primeras elecciones, en 1979, gané mi sillón democráticamente por mayoría absoluta.

 Posteriormente se presentó como candidata a la alcaldía en 1979 con la Agrupación Electoral Independiente de Palos, en las primeras elecciones municipales, una vez restituida la democracia en España, obteniendo mayoría absoluta, con 11 concejales de 13 posibles, los otros 2 fueron para la candidatura presentada por el PSOE. La mayoría tan holgada conseguida en estas elecciones propició que consiguiera un escaño en la Diputación Provincial de Huelva en el periodo entre 1979 y 1983.
Tras una pausa de cuatro años (1983-1987) volvió a presentar su candidatura a la alcaldía de Palos de la Frontera por la misma agrupación independiente en las elecciones municipales de junio de 1987, consiguiendo nuevamente mayoría absoluta con 7 concejales de 13 posibles. Se presentó de nuevo en las elecciones municipales de 1991 obteniendo una vez más la mayoría absoluta de los concejales, 9 para su candidatura independiente, 3 para el PSOE y 1 para el Partido Andalucista.
Durante su mandato como alcaldesa recibió a multitud de personalidades civiles, militares y religiosas, entre los que cabe destacar el rey de España, Juan Carlos I -que visitó la localidad en varias ocasiones- o el papa Juan Pablo II que coronó a la patrona de la localidad, la Virgen de los Milagros, durante su visita a los Lugares Colombinos y El Rocío.
En 1992 y 1994 fue distinguida con la Gran Cruz del Mérito Naval de Primera Clase con distintivo blanco y la Gran Cruz del Mérito Aeronáutico de Primera Clase, respectivamente. Asimismo, en 1998 fue distinguida con el nombramiento como hija adoptiva de Palos de la Frontera, además le fue dedicada una plaza en la localidad de la que fue regidora, donde se encuentran algunos edificios que supusieron algunas de sus actuaciones en favor de la cultura en el municipio, como la Casa de la Cultura, la Biblioteca municipal Antonio Gala o el colegio público Hermanos Pinzón, que fue trasladado a este lugar, de su primitivo emplazamiento, en 1989.

### Parlamentaria andaluza y nacional
Fue diputada autonómica por Huelva, presentándose por la UCD, en el Parlamento de Andalucía en la 1ª legislatura entre 1982 y 1986, y en la 6ª legislatura entre 2000 y 2004, por el Partido Popular. Así mismo fue diputada por Huelva en las Cortes Generales de España en la 5ª y 6ª legislaturas entre 1993 y 2000, también en las listas del Partido Popular. 
En su etapa como parlamentaria andaluza y nacional fue vocal, ponente y presidenta de diversas comisiones en ambas cámaras, destacando su actividad en los asuntos relacionados con la Unión Europea y las relaciones exteriores de España, desempeñando cargos como el de presidenta de la Comisión de Reglamento e Inmunidades de la Asamblea Parlamentaria del Consejo de Europa, o siendo observadora en las elecciones de Albania, Eslovenia, Letonia Armenia, Ucrania y Croacia.

### Últimos años y fallecimiento
Tras su etapa política siguió recibiendo diversos reconocimientos a su labor en defensa de las libertades democráticas y la constitución española, entre los que destacan la Medalla de Oro de la Provincia de Huelva en 2011, o el Premio "Martín Alonso Pinzón" a los valores constitucionales de la Subdelegación del Gobierno de España en Huelva en 2012.
Finalmente, el 28 de enero de 2017 a las 18:00 horas falleció en Madrid, siendo trasladada a Palos de la Frontera el día 30 de enero, donde se abrió capilla ardiente para recibir el homenaje póstumo tanto de autoridades, personalidades y los vecinos de la ciudad que gobernó durante quince años y medio. En la tarde de ese mismo día se celebró el funeral en la parroquia de San Jorge Mártir. Se celebró la Misa córpore insepulto que fue presidida por el cardenal Carlos Amigo arzobispo emérito de Sevilla, posteriormente, fue trasladada al cementerio de la localidad, donde recibió sepultura. Tanto el presidente del Gobierno de España, Mariano Rajoy, como el Congreso de los Diputados  rindieron homenaje a su figura y transmitieron su pésame tanto a la familia como a Palos de la Frontera.

## Cargos desempeñados
- Alcaldesa de Palos de la Frontera. (1975-1983 y 1987-1995).
- Diputada en la Diputación Provincial de Huelva. (1979-1983).
- Diputada por Huelva en el Parlamento de Andalucía. (1982-1986 y 2000-2004).
  - Secretaria de la Comisión de Gobernación y Justicia.
  - Portavoz en la Comisión de Asuntos Europeos.
  - Vicepresidenta de la Comisión de Desarrollo Estatutario
- Diputada por Huelva en el Congreso de los Diputados. (1993-2000).
  - Portavoz adjunta de la Comisión de Asuntos Exteriores.
  - Presidenta de la Comisión de Reglamento e Inmunidades de la Asamblea Parlamentaria del Consejo de Europa.
  - Observadora en las elecciones de Albania, Eslovenia, Letonia Armenia, Ucrania y Croacia.
  - Miembro de la Delegación Española ante la Asamblea de la Unión Europea Occidental con sede en París.

## Distinciones honoríficas
- Gran Cruz del Mérito Naval de Primera Clase con distintivo blanco otorgada en 1992.[24]
- Gran Cruz del Mérito Aeronáutico de Primera Clase otorgada en 1994.[16]
- Nombrada hija adoptiva de Palos de la Frontera en 1998.[14]
- Medalla de Oro de la Provincia de Huelva en 2011.[25]
- Premio "Martín Alonso Pinzón" a los valores constitucionales, otorgado por la Subdelegación del Gobierno de España en Huelva en 2012.[18]
- Premio a la Cooperación Iberoamericana otorgado por "Otoño Cultural Iberoamericano".[26]
- Gran Dama de la Orden Hospitalaria de San Juan de Jerusalén de los Caballeros de Malta.[16]